# Birds of a Feather (spettacolo teatrale)
Birds of a Feather è uno spettacolo teatrale eseguito da Stan Laurel e Oliver Hardy (Stanlio & Ollio) nel settembre del 1953 durante la loro tournée in Gran Bretagna, assieme a On the Spot. Lo spettacolo, scritto da Laurel, in parte è una rivisitazione del corto sempre interpretato dai due: Ospedale di contea (County Hospital) girato ventidue anni prima nel 1932. Dato che Hardy in quei tempi pesava oltre 150 Kg, fu costretto a recitare quasi tutto il tempo seduto su un lettino.

## Trama
Stanlio e Ollio, dopo essersi riempiti di vino, finiscono all'ospedale di contea dove Ollio, credendosi un'allodola ed iniziando a cantare, si butta dalla finestra pensando di saper volare. Cadendo, egli si frattura un braccio e finisce veramente al pronto soccorso. Stanlio lo va a trovare e porta con sé delle uova, della marmellata e delle cipolle, ma Ollio le rifiuta disgustato. Stanlio, come vorrebbe Ollio, non se ne va e comincia a combinare un disastro dopo l'altro, facendo perdere la pazienza sia al compagno che agli infermieri. Poco dopo giunge il Dottor Follia che deve praticare una complicata operazione al paziente "Oliver Norvell Hardy". Ollio, spaventato, indica Stanlio, ma questi si schermisce. Ollio ribadisce di chiamarsi Prudidietro e il dottore sta quasi per crederci, quando il dottore scorge sulla sedia un paio d'uova. Così Follia crede che il paziente Prudidietro sia ancora affetto dal disturbo di ritenersi un uccellino e gli somministra un farmaco. Ollio comincia a cinguettare come un vero canarino mentre due uccelli escono dall'armadio e Stanlio grida: "E ora diamo fiato alle trombe!"